# Liste der Orte im Landkreis Saalfeld-Rudolstadt
Diese Liste enthält alle Orte (Städte, Gemeinden und Ortsteile) im thüringischen Landkreis Saalfeld-Rudolstadt.
| Ort                             | Gemeinde            | Einwohner (ca.) |
| ------------------------------- | ------------------- | --------------- |
| Allendorf                       | Allendorf           | 260             |
| Altenbeuthen                    | Altenbeuthen        | 236             |
| Altremda                        | Rudolstadt          | 90              |
| Ammelstädt                      | Rudolstadt          | 152             |
| Arnsbach                        | Probstzella         | 177             |
| Arnsgereuth                     | Saalfeld            | 257             |
| Aschau                          | Allendorf           | 100             |
| Aue am Berg                     | Saalfeld            | 120             |
| Bad Blankenburg, Stadt          | Bad Blankenburg     | 6.349           |
| Barigau                         | Königsee            | 160             |
| Bechstedt                       | Bechstedt           | 163             |
| Bernsdorf                       | Saalfeld            | 60              |
| Beulwitz                        | Saalfeld            | 250             |
| Beutelsdorf                     | Uhlstädt-Kirchhasel | 155             |
| Birkenheide                     | Saalfeld            | 80              |
| Birkigt                         | Unterwellenborn     | 460             |
| Böhlscheiben                    | Bad Blankenburg     | 81              |
| Braunsdorf                      | Saalfeld            | 160             |
| Breitenheerda                   | Rudolstadt          | 175             |
| Brennersgrün                    | Lehesten            | 150             |
| Breternitz                      | Kaulsdorf           | 275             |
| Bucha                           | Unterwellenborn     | 350             |
| Buchbach                        | Gräfenthal          | 151             |
| Burkersdorf                     | Saalfeld            | 180             |
| Catharinau                      | Uhlstädt-Kirchhasel | 361             |
| Clöswitz                        | Uhlstädt-Kirchhasel | 37              |
| Cordobang                       | Bad Blankenburg     | 90              |
| Creunitz                        | Gräfenthal          | 59              |
| Crösten                         | Saalfeld            | 350             |
| Cursdorf                        | Cursdorf            | 684             |
| Deesbach                        | Deesbach            | 411             |
| Dittersdorf                     | Saalfeld            | 180             |
| Dittrichshütte                  | Saalfeld            | 170             |
| Döhlen                          | Probstzella         | 66              |
| Dorfilm                         | Leutenberg          | 150             |
| Dorfkulm                        | Unterwellenborn     | 80              |
| Dorndorf                        | Uhlstädt-Kirchhasel | 118             |
| Dörnfeld an der Heide           | Königsee            | 450             |
| Döschnitz                       | Döschnitz           | 284             |
| Dröbischau                      | Königsee            | 325             |
| Drognitz                        | Drognitz            | 200             |
| Egelsdorf                       | Königsee            | 200             |
| Eichfeld                        | Rudolstadt          | 200             |
| Eichicht                        | Kaulsdorf           | 471             |
| Engerda                         | Uhlstädt-Kirchhasel | 322             |
| Eschdorf                        | Rudolstadt          | 63              |
| Etzelbach                       | Uhlstädt-Kirchhasel | 412             |
| Eyba                            | Saalfeld            | 200             |
| Fischersdorf                    | Kaulsdorf           | 250             |
| Fröbitz                         | Bad Blankenburg     | 74              |
| Gabe Gottes                     | Probstzella         | 59              |
| Garsitz                         | Königsee            | 360             |
| Gebersdorf                      | Gräfenthal          | 268             |
| Geitersdorf                     | Rudolstadt          | 85              |
| Gösselsdorf                     | Saalfeld            | 120             |
| Goßwitz                         | Unterwellenborn     | 1.000           |
| Gräfenthal, Stadt               | Gräfenthal          | 1.500           |
| Großgeschwenda                  | Probstzella         | 155             |
| Großgölitz                      | Bad Blankenburg     | 86              |
| Großkochberg                    | Uhlstädt-Kirchhasel | 547             |
| Großneundorf                    | Gräfenthal          | 131             |
| Grünau                          | Leutenberg          | 40              |
| Haufeld                         | Rudolstadt          | 120             |
| Heilingen                       | Uhlstädt-Kirchhasel | 223             |
| Heilsberg                       | Rudolstadt          | 218             |
| Hengelbach                      | Königsee            | 63              |
| Herschdorf                      | Leutenberg          | 60              |
| Hirzbach                        | Leutenberg          | 70              |
| Hockeroda                       | Kaulsdorf           | 170             |
| Hohenwarte                      | Hohenwarte          | 148             |
| Horba                           | Königsee            | 210             |
| Kamsdorf                        | Unterwellenborn     | 2.885           |
| Katzhütte                       | Katzhütte           | 1.750           |
| Kaulsdorf                       | Kaulsdorf           | 1.421           |
| Keilhau                         | Rudolstadt          | 150             |
| Kirchhasel                      | Uhlstädt-Kirchhasel | 587             |
| Kirchremda                      | Rudolstadt          | 58              |
| Kleingeschwenda bei Arnsgereuth | Saalfeld            | 320             |
| Kleingeschwenda bei Leutenberg  | Leutenberg          | 60              |
| Kleingölitz                     | Bad Blankenburg     | 92              |
| Kleinkochberg                   | Uhlstädt-Kirchhasel | 55              |
| Kleinkrossen                    | Uhlstädt-Kirchhasel | 48              |
| Kleinneundorf                   | Probstzella         | 70              |
| Knobelsdorf                     | Saalfeld            | 60              |
| Kolkwitz                        | Uhlstädt-Kirchhasel | 182             |
| Königsee, Stadt                 | Königsee            | 3.250           |
| Königsthal                      | Probstzella         | 77              |
| Könitz                          | Unterwellenborn     | 1.650           |
| Kuhfraß                         | Uhlstädt-Kirchhasel | 129             |
| Laasen                          | Probstzella         | 57              |
| Landsendorf                     | Leutenberg          | 125             |
| Langenschade                    | Unterwellenborn     | 200             |
| Lausnitz                        | Unterwellenborn     | 150             |
| Lehesten, Stadt                 | Lehesten            | 1.350           |
| Leutenberg, Stadt               | Leutenberg          | 1.550           |
| Leutnitz                        | Königsee            | 138             |
| Lichstedt                       | Rudolstadt          | 200             |
| Lichta                          | Königsee            | 150             |
| Lichtenhain an der Bergbahn     | Schwarzatal         | 325             |
| Lichtenhain bei Gräfenthal      | Gräfenthal          | 182             |
| Lichtentanne                    | Probstzella         | 274             |
| Limbach                         | Probstzella         | 70              |
| Lippelsdorf                     | Gräfenthal          | 164             |
| Löhma                           | Leutenberg          | 35              |
| Lositz-Jehmichen                | Saalfeld            | 50              |
| Lothra                          | Drognitz            | 160             |
| Mankenbach                      | Königsee            | 180             |
| Marktgölitz                     | Probstzella         | 370             |
| Mellenbach-Glasbach             | Schwarzatal         | 1.082           |
| Meura                           | Meura               | 480             |
| Meuselbach                      | Schwarzatal         | 1.200           |
| Milbitz bei Remda               | Rudolstadt          | 78              |
| Milbitz bei Rottenbach          | Königsee            | 337             |
| Mörla                           | Rudolstadt          | 350             |
| Mötzelbach                      | Uhlstädt-Kirchhasel | 87              |
| Munschwitz                      | Leutenberg          | 80              |
| Naundorf                        | Uhlstädt-Kirchhasel | 55              |
| Neidenberga                     | Drognitz            | 60              |
| Neuenbeuthen                    | Drognitz            | 90              |
| Neu-Leibis                      | Unterweißbach       | 120             |
| Neusitz                         | Uhlstädt-Kirchhasel | 107             |
| Niederkrossen                   | Uhlstädt-Kirchhasel | 261             |
| Oberhain                        | Königsee            | 270             |
| Oberhasel                       | Uhlstädt-Kirchhasel | 94              |
| Oberköditz                      | Königsee            | 275             |
| Oberkrossen                     | Uhlstädt-Kirchhasel | 139             |
| Oberloquitz                     | Probstzella         | 200             |
| Obernitz                        | Saalfeld            | 200             |
| Oberpreilipp                    | Rudolstadt          | 125             |
| Oberschöbling                   | Königsee            | 150             |
| Oberweißbach, ehemalige Stadt   | Schwarzatal         | 1.570           |
| Oberwellenborn                  | Unterwellenborn     | 300             |
| Oberwirbach                     | Bad Blankenburg     | 100             |
| Partschefeld                    | Uhlstädt-Kirchhasel | 114             |
| Paulinzella                     | Königsee            | 105             |
| Pflanzwirbach                   | Rudolstadt          | 250             |
| Pippelsdorf                     | Probstzella         | 68              |
| Probstzella                     | Probstzella         | 1.316           |
| Quelitz                         | Unterweißbach       | 80              |
| Quittelsdorf                    | Königsee            | 218             |
| Reichenbach                     | Probstzella         | 87              |
| Reichmannsdorf                  | Saalfeld            | 700             |
| Reitzengeschwenda               | Drognitz            | 170             |
| Remda, ehemalige Stadt          | Rudolstadt          | 790             |
| Remschütz                       | Saalfeld            | 350             |
| Reschwitz                       | Saalfeld            | 300             |
| Röbschütz                       | Uhlstädt-Kirchhasel | 97              |
| Roda                            | Probstzella         | 40              |
| Rödelwitz                       | Uhlstädt-Kirchhasel | 84              |
| Rohrbach                        | Rohrbach            | 200             |
| Rosenthal                       | Leutenberg          | 40              |
| Rottenbach                      | Königsee            | 623             |
| Röttersdorf                     | Lehesten            | 210             |
| Rückersdorf                     | Uhlstädt-Kirchhasel | 147             |
| Rudolstadt, Stadt               | Rudolstadt          | 22.100          |
| Saalfeld, Stadt                 | Saalfeld            | 25.650          |
| Schaala                         | Rudolstadt          | 500             |
| Schaderthal                     | Probstzella         | 92              |
| Schlaga                         | Probstzella         | 49              |
| Schloßkulm                      | Uhlstädt-Kirchhasel | 63              |
| Schmiedebach                    | Lehesten            | 250             |
| Schmiedefeld                    | Saalfeld            | 1.056           |
| Schmieden                       | Uhlstädt-Kirchhasel | 52              |
| Schwarzburg                     | Schwarzburg         | 562             |
| Schwarzmühle                    | Schwarzatal         | 80              |
| Schweinbach                     | Leutenberg          | 150             |
| Sitzendorf                      | Sitzendorf          | 879             |
| Solsdorf                        | Königsee            | 238             |
| Sommersdorf                     | Gräfenthal          | 53              |
| Steinsdorf                      | Leutenberg          | 80              |
| Storchsdorf                     | Königsee            | 66              |
| Sundremda                       | Rudolstadt          | 240             |
| Teichel, ehemalige Stadt        | Rudolstadt          | 550             |
| Teichröda                       | Rudolstadt          | 351             |
| Teichweiden                     | Uhlstädt-Kirchhasel | 182             |
| Thälendorf                      | Königsee            | 120             |
| Treppendorf                     | Rudolstadt          | 124             |
| Uhlstädt                        | Uhlstädt-Kirchhasel | 884             |
| Unterhain                       | Königsee            | 130             |
| Unterköditz                     | Königsee            | 200             |
| Unterloquitz                    | Probstzella         | 239             |
| Unterpreilipp                   | Rudolstadt          | 125             |
| Unterschöbling                  | Königsee            | 165             |
| Unterweißbach                   | Unterweißbach       | 633             |
| Unterwellenborn                 | Unterwellenborn     | 2.200           |
| Unterwirbach                    | Saalfeld            | 750             |
| Volkmannsdorf                   | Saalfeld            | 250             |
| Watzdorf                        | Bad Blankenburg     | 157             |
| Weischwitz                      | Kaulsdorf           | 130             |
| Weißbach                        | Uhlstädt-Kirchhasel | 108             |
| Weißen                          | Uhlstädt-Kirchhasel | 272             |
| Wickersdorf                     | Saalfeld            | 250             |
| Wittgendorf                     | Saalfeld            | 200             |
| Wittmannsgereuth                | Saalfeld            | 95              |
| Witzendorf                      | Saalfeld            | 70              |
| Zeigerheim                      | Bad Blankenburg     | 144             |
| Zeutsch                         | Uhlstädt-Kirchhasel | 326             |
| Zopten                          | Probstzella         | 174             |

## Weitere Ortsteile
- Zu Döschnitz gehört die Bockschmiede.
- Katzhütte besteht aus den zusammengewachsenen Dörfern Katzhütte und Oelze.
- Zu Probstzella gehört das Gehöft Wickendorf.
- Zu Rudolstadt gehören die Orte Cumbach, Volkstedt und Schwarza, die inzwischen mit dem Stadtgebiet zusammengewachsen sind. Außerdem gehören die Gehöfte Groschwitz und Schwarzenshof zur Stadt.
- Zu Saalfeld gehören die Orte Alter Markt, Altsaalfeld, Garnsdorf, Gorndorf, Graba und Köditz, die inzwischen mit der Stadt zusammengewachsen sind. Außerdem gehören die Gehöfte Wöhlsdorf und Hoheneiche zur Stadt. Zum Ortsteil Schmiedefeld gehört der Ort Taubenbach, der mit Schmiedefeld zusammengewachsen ist.
- Schwarzatals Ortsteil Mellenbach-Glasbach besteht aus den zusammengewachsenen Straßendörfern Mellenbach, Glasbach, Blumenau, Zirkel und Obstfelderschmiede.
- Zu Uhlstädt-Kirchhasel gehören die Gehöfte Unterhasel und Weitersdorf.
- Zu Unterwellenborn gehört der Ort Röblitz, der mit Unterwellenborn zusammengewachsen ist. Der Ort Reichenbach ist mit Langenschade zusammengewachsen. Der Ortsteil Kamsdorf besteht aus den zusammengewachsenen Dörfern Großkamsdorf und Kleinkamsdorf.